# ФК Изола
МНК Изола је фудбалски клуб из града Изоле у Словенији. Од 1996. игра у нижим лигама, али има и млађи тим који је сада у ствари и главни, након повлачења из Треће лиге Словеније 2008. и фузије са НК Бонификом.
У сезони 1991/92. клуб је у Првој лиги Словеније освојио треће место и тако обезбедио да у сезони 1992/93. учествује у УЕФА купу, где је у првом колу поражен од португалске Бенфике са чак 8:0 у укупном резултату.

## Имена клуба
- 1923-1996: Белведур Изола
- 1997-2008: МНК Изола

## Белведур Изола у европским такмичењима
| Сезона   | Такмичење | Кол     | Држава      | Клуб    | Резултат |
| -------- | --------- | ------- | ----------- | ------- | -------- |
| 1992/93. | УЕФА Куп  | 1. коло | Португалија | Бенфика | 0-3, 0-5 |